# 麥寮工業專用港
麥寮工業專用港，簡稱麥寮港，是臺灣西海岸的一座工業港，位於雲林縣麥寮鄉麥寮工業區西岸，正臨臺灣海峽。麥寮港配合台湾第六套輕油裂解廠建設，港域面積476公頃，可供26萬噸級船舶進出，貨物吞吐量近7,000萬公噸，出口貨物以油品為大宗。

## 另見
- 雲林離島式基礎工業區

## 外部連結
- 雲林麥寮工業港 將設天然氣接收碼頭 （页面存档备份，存于）